# Buda Vovcikivska, Poliske
Buda Vovcikivska (în ucraineană Буда Вовчківська) este un sat în comuna Vovcikiv din raionul Poliske, regiunea Kiev, Ucraina.

## Demografie
Componența lingvistică a localității Buda Vovcikivska
     Ucraineană (91,67%)
     Rusă (2,78%)
Conform recensământului din 2001, majoritatea populației localității Buda Vovcikivska era vorbitoare de ucraineană (91,67%), existând în minoritate și vorbitori de rusă (2,78%) și polonă (2,78%).